# Seleção das Bahamas de Futebol Feminino
A Seleção das Bahamas de Futebol Feminino representa Bahamas no futebol feminino internacional.